# Kaijō Hoan Daigakkō

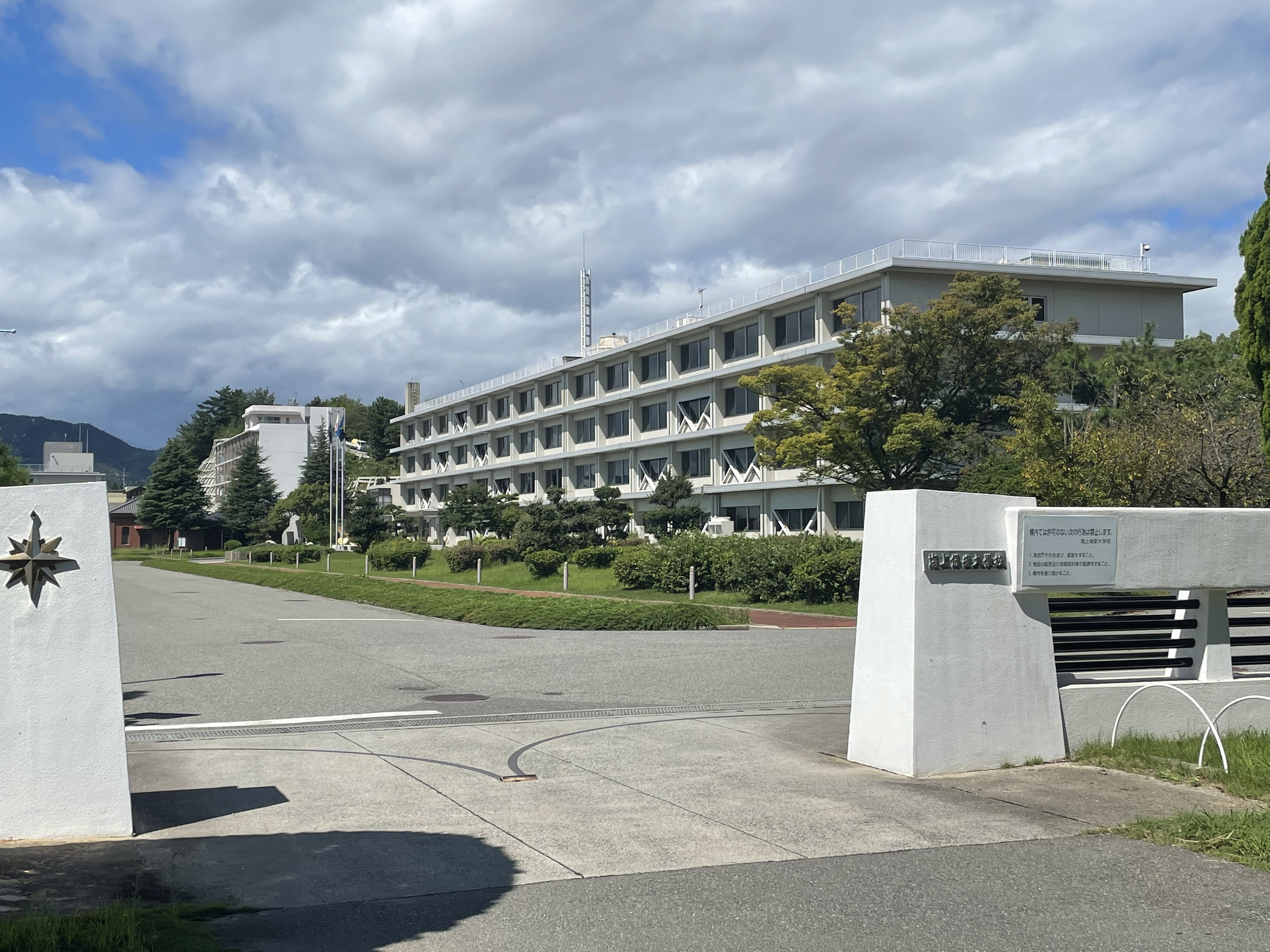
Haupttor (2021)

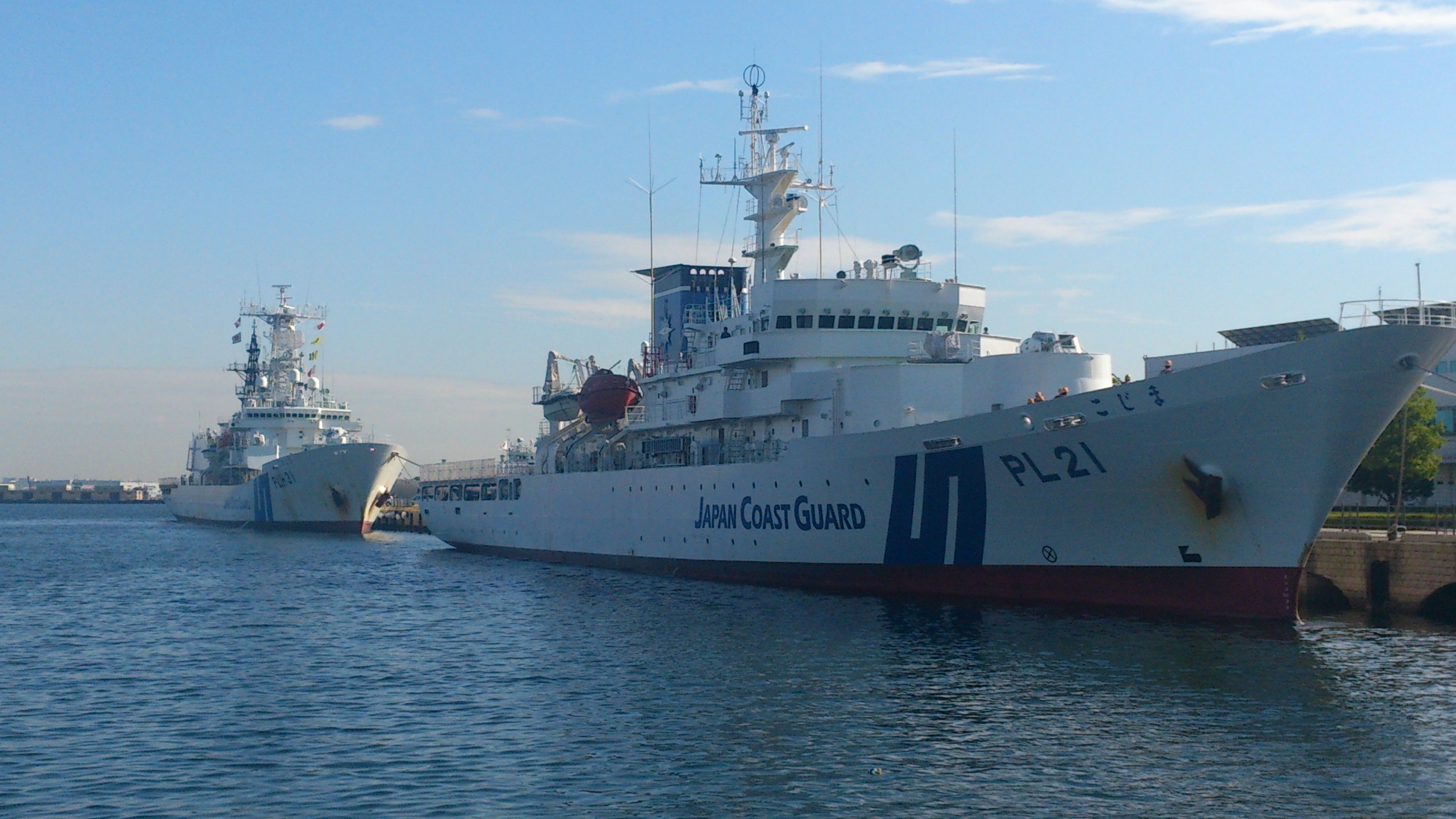
Ehemaliges Ausbildungsschiff (1993–2024) PL21 JCG Kojima (rechts, 2014)

Die Kaijō Hoan Daigakkō (japanisch 海上保安大学校, wörtlich „Hochschule für Seesicherheit“; engl. Japan Coast Guard Academy, kurz: Kaihodai (海保大), Hodai (保大) oder JCGA) ist eine staatliche Hochschule in Kure in der Präfektur Hiroshima (Japan).

## Überblick
Die Hochschule ist die Ausbildungsstatt der „Kadetten“ (Kandidaten für den Offiziersposten) von der Kaijō Hoan-chō (Japan Coast Guard, JCG), und sie ist nicht nach dem japanischen Schul- und Erziehungsgesetz (jap. 学校教育法 Gakkō kyōiku hō) eingerichtet. Also heißt sie nicht „Daigaku“, sondern „Daigakkō“.
Nur Männer oder Frauen mit japanischer Nationalität können sich für den Hauptkurs (本科 honka) oder den Kurs für Juniorkandidaten für Offizier (初任科 shoninka) der Hochschule bewerben.
Die Studierende der Hochschule sind als staatliche Beamte behandelt. Der Bachelorabschluss ist vergeben, nicht von der Hochschule selbst, sondern vom NIAD-QE (大学改革支援・学位授与機構).
Die Absolventen der Oberschulen treten in den 4-jährigen Hauptkurs (本科 honka, Regular Course) ein, dann in den halbjährigen Aufbaukurs (専攻科 senkōka, Postgraduate Course) – einschließlich Schiffreise um die Welt, und schließlich in den dreimonatigen Fortbildungskurs für Internationale Operation (研修科 国際業務課程).
Die Absolventen der 4-jährigen Hochschulen treten in den einjährigen Kurs für Juniorkandidaten für Offizier (初任科 shoninka, Primary Officer Candidate Course), dann in den einjährigen Kurs für Kandidaten für Offizier (特修科 tokushūka, Officer Candidate Course), in den halbjährigen Aufbaukurs, und schließlich in den dreimonatigen Fortbildungskurs für Internationale Operation.

## Geschichte
Die Hochschule wurde 1951 gegründet. 1952 zog sie in den heutigen Campus um. Bis 1980 war sie eine Männerschule.

## Fakultäten
- Hauptkurs (本科 honka, Regular Course) – 4-jähriger Bachelorstudiengang
- Aufbaukurs (専攻科 senkōka, Postgraduate Course) – halbjährig
- Kurs für Juniorkandidaten für Offizier (初任科 shoninka, Primary Officer Candidate Course) – einjährig
- Kurs für Kandidaten für Offizier (特修科 tokushūka, Officer Candidate Course) – einjährig

Die Hochschule bietet weitere Fortbildungskurse für die bestehenden Offiziere an.